# Luís Castro (1980)
Luís Manuel Ferreira de Castro (Moreira de Cónegos, 7 mei 1980) is een Portugees voetbaltrainer. Sinds september 2023 staat hij onder contract bij Ligue 2-club USL Dunkerque.

## Carrière
Castro begon zijn trainerscarrière bij de jeugd van Vizela. Later volgde functies in de jeugdopleidingen van Moreirense, Al-Nassr, Debreceni en Vitória de Guimarães. 
Op 30 mei 2019 tekende hij een contract als hoofdtrainer van het Griekse Panetolikos. Hier hield hij het slechts enkele maanden vol, waarna een terugkeer in het jeugdvoetbal volgde bij Benfica. Met het onder-19 elftal van de Águias won hij de UEFA Youth League en met het B-team werd er beslag gelegd op de Intercontinental Cup onder 20.
Op 26 september 2023 werd hij gecontracteerd door Ligue 2-club USL Dunkerque als de nieuwe hoofdtrainer.